# 卡尔梅克人
卡尔梅克人，是分布於西伯利亞南部，俄羅斯聯邦和蒙古國境內的一個民族，與蒙古族有共同先祖。卡尔梅克是欧洲人对卫拉特蒙古人（元代漢譯斡亦剌、明代稱瓦剌、清朝亦稱厄鲁特蒙古）的称呼。

## 族源和歷史
卡尔梅克人属于厄拉特蒙古之土尔扈特部及杜尔伯特部，从1628年开始游牧于伏尔加河下游一带，成立卡爾梅克汗國。当沙皇俄国的势力扩展到伏尔加河之后，土尔扈特部便处于俄国压迫之下。俄国强迫土尔扈特人改信东正教，通过不平等条约取得经贸特权，又对土尔扈特部强行征兵，造成部众人口大减。在这种情况下，土尔扈特部渥巴锡于西元1771年底（乾隆三十六年冬）率领部众东迁时为清朝的中国，被清政府安置于新疆，但居住在伏尔加河南岸的一部不赞成渥巴锡的行为而未迁徙（另有一說是因為伏尔加河西岸的部落因當時河面未結冰，來不及逃離沙俄的阻擋），俄国人沿用周边突厥语民族的称呼将他们称为“卡尔梅克”。
1771年，土爾扈特人东迁后，卡爾梅克汗國被廢除，其領土被納入阿斯特拉罕省。卡爾梅克騎兵保留了剩餘卡爾梅克人的軍事傳統，他們參加了1812年的反拿破崙衛國戰爭。
1800年，皇帝保羅一世不僅承認了卡爾梅克喇嘛的官方地位（當時是 Sobing-baksha），還給他們金錢津貼。
现在俄国境内的卡尔梅克人有18万-20万人，居住在卡尔梅克共和国，以及周边的阿斯特拉罕州、伏尔加格勒州、罗斯托夫州、斯塔夫罗波尔边疆区。
卡尔梅克共和国面积7.61万平方公里，2021年总人口26.6万。其中卡尔梅克人約占63%，第二位为俄罗斯人，其他若干少数民族人口较少。资源以石油天然气较丰富，经济发展水平低于全俄平均水平。卡尔梅克人与中国新疆巴州和硕县、和静县，博尔塔拉蒙古自治州，塔城地区和布克赛尔蒙古自治县，伊犁哈萨克自治州的昭苏县和尼勒克县的新疆蒙古族在语言上十分接近，而与内蒙古的蒙古族稍有区别。

## 美国卡尔梅克人
第二次世界大战期间，一部分卡尔梅克人参加了纳粹德国组织的军队，例如卡爾梅克志願騎兵團，并参加了防御美军和英军的战役，第二次世界大战结束后被俘，因为担心遭到苏联政府的迫害。他们逐渐移民美国，有一部分人在洛杉矶、旧金山、华盛顿特区、纽约和芝加哥等地及其附近安家落户。他们分成三个团体，一个在费城，两个在新泽西。
随着社会经济的发展，卡尔梅克人中有了诸多受高等教育者，在文化经济方面得到明显提高。他们后来大部分人和黑人妇女结了婚。他们的后裔知识分子较少，但也有不少是汉学家和卫拉特学家。现在约有3200多人，信仰藏传佛教，但文化上的被涵化和丧失现象日趋明显，为了抵制和转变这种局面，1954 -1956年，费城的卡尔梅克文化保护社团首先为学龄儿童建立了卡尔梅克语学校。1974-1976年，在新泽西的赫布伦斯维克和赫威尔镇以及费城，也分别建立了这样的学校。有些学校由卡尔梅克蒙古研究会主办和管理，并且于1955年、1958年、1970年和1971年相继落成了卡尔梅克佛寺四座。 1977年1月22日，又落成了卡尔梅克—西藏佛教建筑综合体的新的佛教堂。1984年12月，费城的卡尔梅克人也建成了自己的佛教堂。农历的三个主要宗教节日（新年、春节、灵光节）之际，卡尔梅克人会在佛教堂举行庆祝活动，旧金山市有卫拉特蒙古人的喇嘛昭和敖包。